# ハバディグレイス (メリーランド州)

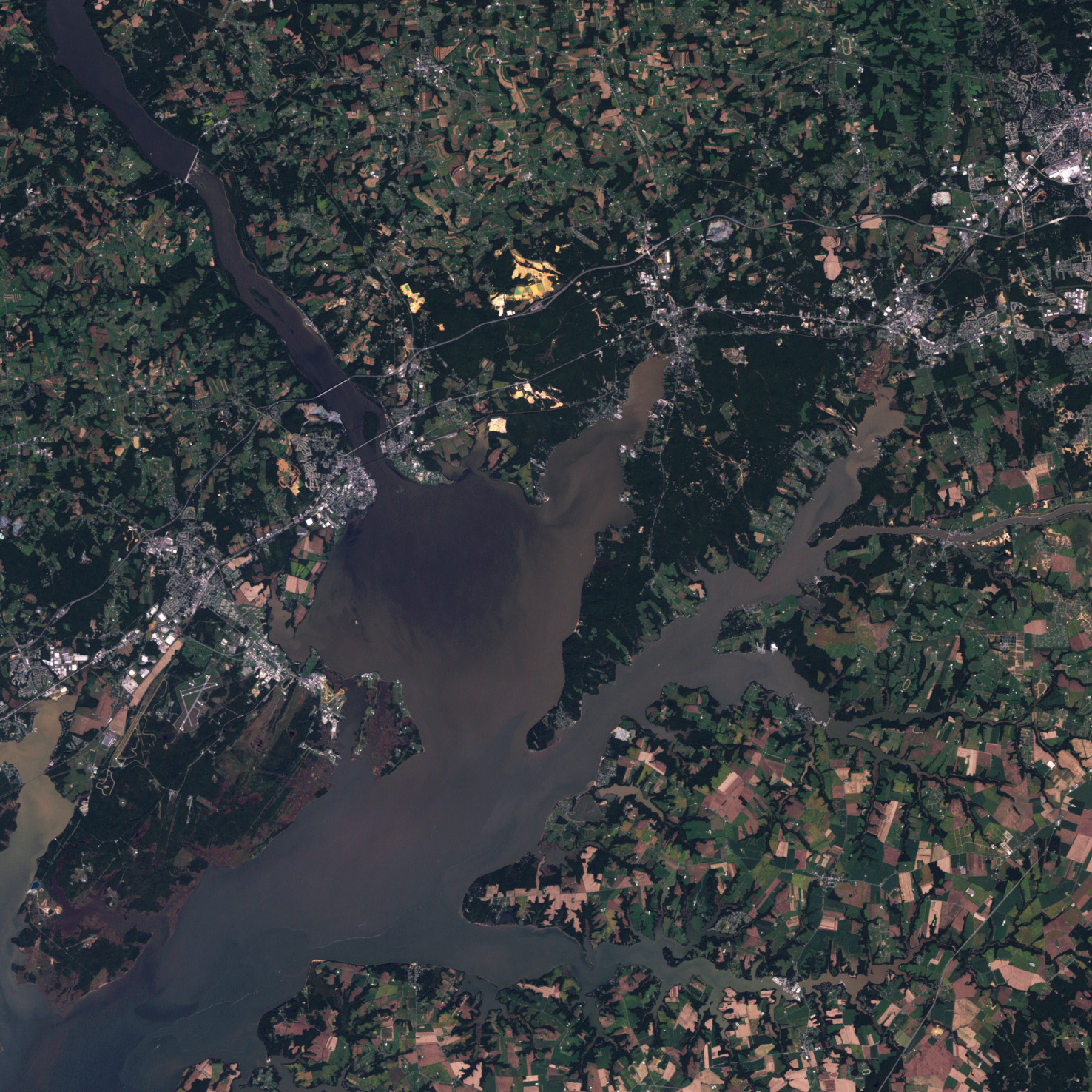
チェサピーク湾の衛星写真、サスケハナ川が注いでいる。ハバディグレイス市はその南西岸、ペリービル市が北東岸にある

ハバディグレイス（英: Havre de Grace、[ˌhævər dɪˈɡreɪs] ( 音声ファイル),、略号はHdG）は、アメリカ合衆国メリーランド州ハーフォード郡に位置する都市である。チェサピーク湾の奥、サスケハナ川の河口に位置している。市名はフランスの港湾都市ル・アーヴル（意味は「港」）から採られており、その正式名称は「優美さの港」を意味するフランス語「Le Havre de Grâce」であり、これを英語読みしたものである。2010年国勢調査での人口は12,952 人だった。2014年、雑誌「スミソニアン」からアメリカで訪問したい小さな町20傑の1つに挙げられた。

## 歴史

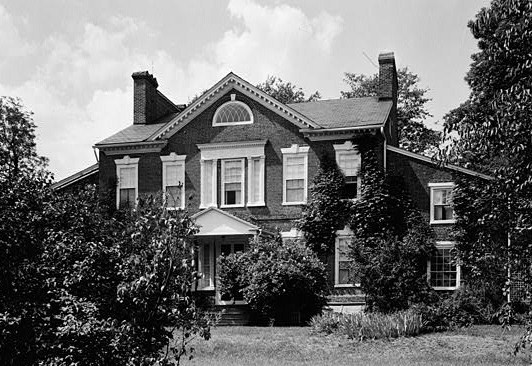
サイオンヒル、1936年撮影

### 開拓初期
アメリカ独立戦争のとき、ハーマーの町と呼ばれた小集落を何度か、戦争の英雄と考えられていたラファイエット侯爵が訪れた。ラファイエットはこの地域がフランスの港町ル・アーヴルを思い出させると言っていた。ル・アーヴルは元々「ル・アーヴル・ド・グラーセ」という名前だった。このラファイエットの話にヒントを得て、住民は1785年に町の名前を「ハバ・ディ・グレイス」として法人化した。

### 19世紀
米英戦争中の1813年5月3日、イギリス海軍ジョージ・コックバーン少将の部隊がハバディグレイスを攻撃し、町を焼き、略奪した。アメリカ軍のジョン・オニール中尉が単独で大砲を操作し、町の防衛に貢献した。オニールは負傷し、イギリス軍に捕らえられたが、間もなく解放された。ハバディグレイスはこれに感謝の意を表すために、オニールとその子孫を、サスケハナ川河口にあるコンコード・ポイント灯台の世襲灯台守に指名した。
ハバディグレイスの初期産業は、牡蠣と蟹の採集、および広大な果樹園栽培があった。商品は東海岸と上流の市場に出荷された。
町はプロプライアタズ・オブ・サスケハナ運河と後にはサスケハナ・アンド・タイドウォーター運河の南端にあり、ハバディグレイスとペンシルベニア州ライツビルの間のサスケハナ川下流で船の航行が難しい場所をバイパスし、ペンシルベニア運河と繋がれていた。1836年から1840年に建設されたが、1855年以降は貨物をより迅速に運べる鉄道との競合で、運河の利用は衰退していった。運河と閘門守衛の家やその他名残が現在も博物館として残っている。
ハバディグレイスはメリーランド州における地下鉄道 (秘密結社)の東ルートでは主要な町であり、奴隷はここでサスケハナ川を渡り、自由州であるペンシルベニアの隠れ家に行くことができ、さらにフィラデルフィアやニューヨークに向かうことができた。1840年より前、チェサピーク湾西岸にあった町から逃亡した奴隷の多くがハバディグレイスに来て、渡し船でサスケハナ川を渡り、ペンシルベニア州ランカスター郡やチェスター郡の安全地帯に入った。「渡し船での警戒が増えた」とき、奴隷は上流に案内され、クエーカー教徒が作っていたコロンビアから渡った。町内にあった幾つかの異なる輸送ルートによって奴隷達が北の安全地帯に向かうことを可能にした。
ハバディグレイスはカモ猟で知られるようになり、狩人が季節によって訪れる場所になった。彼らは町のホテルに滞在し、土地の案内人を雇い、川沿いや湾沿いで狩猟した。土地の工芸者も高い品質のデコイ（囮にする鳥の模型）を作ることで知られるようになり、それが市内のデコイ博物館に収められている。
1860年代までに自由になったアフリカ系アメリカ人が大量に町に定着し、その集中によって独立した工芸人を支え、また川や運河での輸送に関わる仕事があり、それがまた鉄道輸送に関わって増えて行った。南北戦争のとき、アメリカ有色人連隊のために兵士を徴募した7か所の1つとなった。ハーフォード郡の潮汐が影響する地域にあるが、大きなプランテーションがあり、奴隷所有者がいた。市内の川や運河はペンシルベニア州やその向こうの工業地帯と結びつき、交易に繋がった。これらによって自由黒人には都市での仕事があり、白人の間でも北部の同調者の比率が非常に高かった。
1878年、町は市となり、独自の政府を樹立した。
それから間もなく、スティーブン・J・セネカがS・J・セネカ倉庫で食品加工場を開き、ハバディグレイスのウォーターフロントでは缶詰工場を操業した。セネカはその特許で缶詰を改良した。特許は1889年の缶のハンダ付け機械、1891年の同じく缶のハンダ付け機械 があった。1899年には、セネカは缶詰商品のブローカーとなっていた。最初の鉄道はセントクレア通り（現ペニントン・アベニュー）を工場のある川まで降っていたので、水路でも鉄道でも輸送に利点があった。第二次世界大戦まで、ハーフォード郡の多くの農夫が商品をセネカの工場、後のストッカムズ・カナリーに運んできた。S・J・セネカはユニオン・アベニュー北200に住んでおり、1893年から1894年にはハバディグレイスの市長を務め、メソジスト教会に寄付をした。
セネカの缶詰工場は現在アンティークの店に使われており、19世紀後半のレンガ造り工業用ビルの良い例であり、とくに古典的なファサードや、背面の量感のある石造控え壁が特筆される。

### 20世紀
S・J・セネカ缶詰工場の開設後に多くの特許が続いた。
- 梱包プレス、1901年[15]
- 調理器具、1905年 The Cooker[16]
- トマト煮沸器、1905年[17]
- 改良型トマト煮沸器、1917年.[18]
- 缶詰オープナー、1917年[19]
- トマト皮むき器、1918年[20]

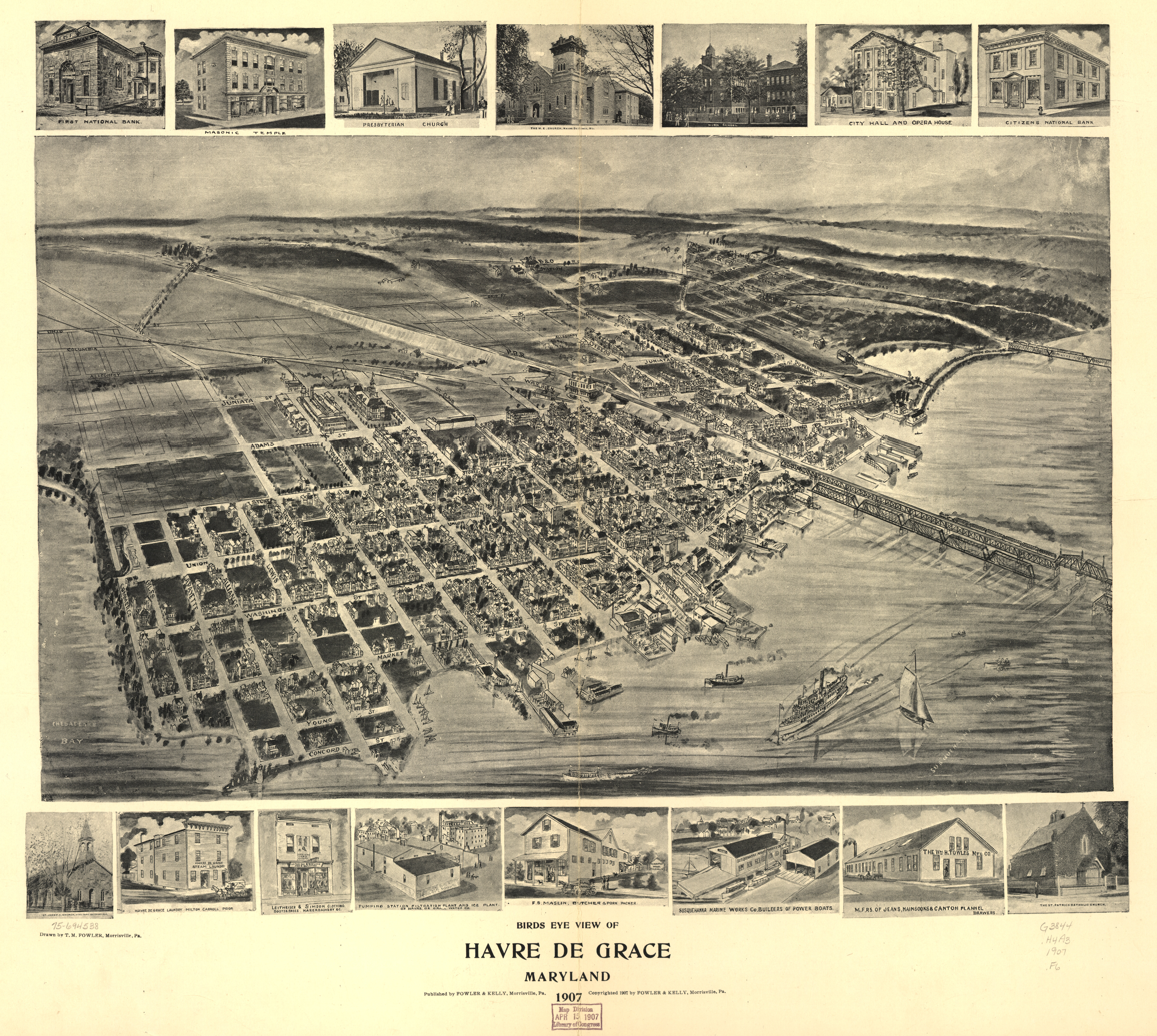
1907年のハバディグレイス

ハバディグレイスは1912年から1950年代まで「ザ・グロー」と呼ばれ、旅人が立ち寄る場所として繁栄した。その中には南部から「ポニー・ルート」を辿りニューヨーク市に向かう途中のギャングや賭博師も含まれていた。ハバディグレイス・レーストラックが1912年から1950年まで運営された。アル・カポネが旧「チェサピーク・ホテル」（現在の「チアパレリのレストラン」）で何度か滞在したと言われている。1950年代の末、州が競馬場を除去し、そのレースと馬券販売の権利はボルチモアのピムリコ・レースコースが買収した。
1949年、市はエホバの証人の説教師に市立公園の使用免許を否定し、その説教師を逮捕するという事件が起こり、アメリカ合衆国最高裁判所の「ニーモトコ対メリーランド州事件」（1951年）と呼ばれる訴訟に発展した。裁判所は、エホバの証人が憲法で保障される信教の自由の権利で保護されていると判断し、市は彼らが公園で演説する許可を与えた。
市を見下ろすところにある大規模なミッチェルのプランテーションでは、幾つか小作人の農家が残っている。1980年代、ハバディグレイス市が広範な再開発事業を開始し、歴史的な資産を改修し、新しい用途に適応させ、元の農地には新しい家屋やタウンハウスを建設した。湾岸で休暇用のセカンドハウスを求める人や、退職後の隠棲の地を求める人に人気ある場所になってきた。歴史的な土地や古い森が切り払われ、大型の家屋がチャペル道路沿いに北西のウェブスター・ビレッジまで伸び、増加している。20世紀の後半以来、新しい土地、アンティークな部屋、小売スペースの開発を通じて、市は恩恵を受けている。

### 21世紀

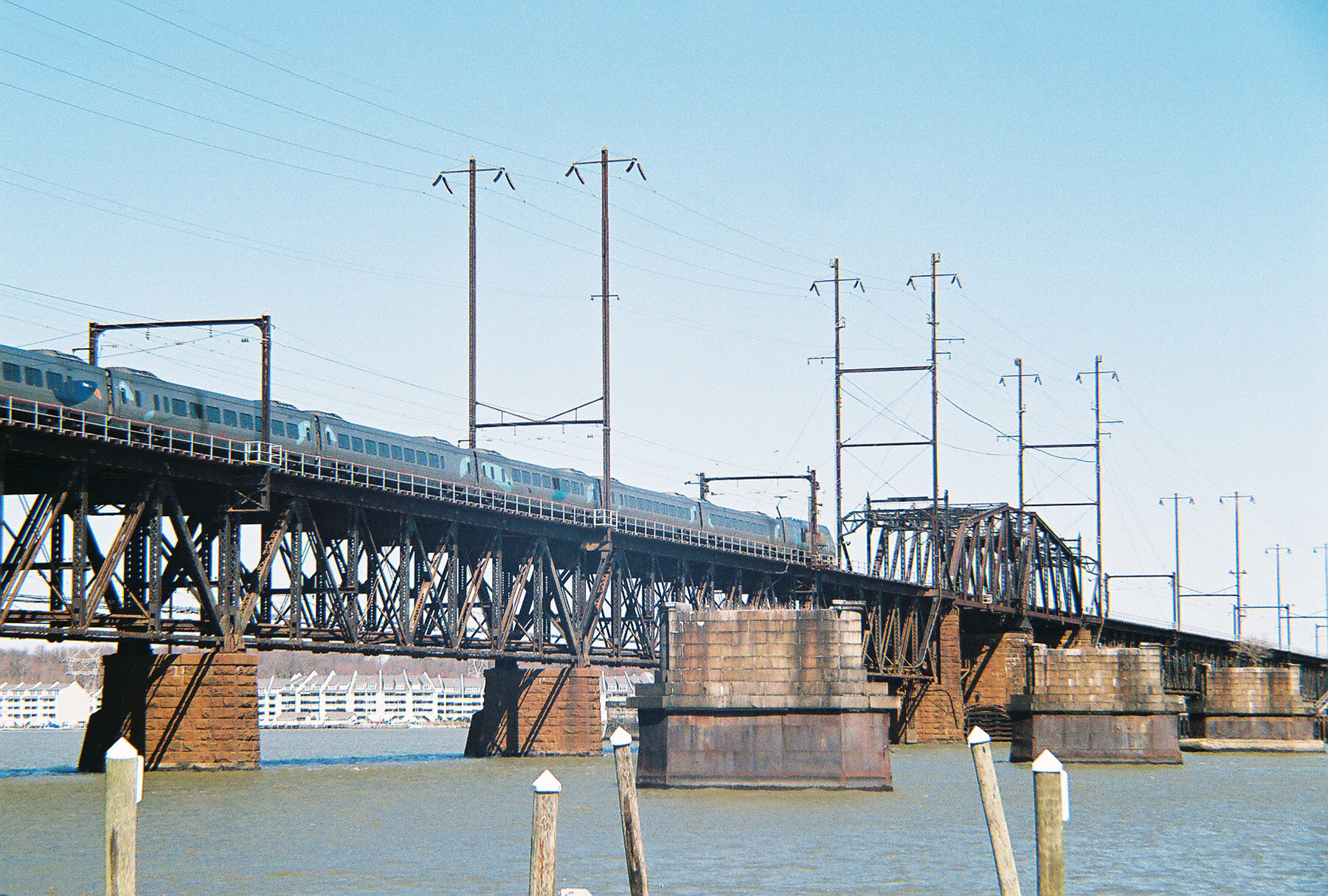
サスケハナ川橋を渡るアムトラックの特急列車アセラ・エクスプレス

2003年9月、ハリケーン・イザベルがプロムナードを破壊し、中心街のほぼ2ブロックで水が溢れた。2004年、アメリコーズの全国市民社会団体からの大変強い働きで、プロムナードが再建された。ウォーターフロントのボードウォークとなり、タィディングス公園から海洋博物館までの自然の道であり、その先はコンコード・ポイント灯台に繋がる。
ハバディグレイスは小さな都市だが、近年、領域を併合することで面積が大きくなった。住宅開発はそこそこだが、着実に進んでいる。人口一人当たりの収入は1990年から2000年の間に2倍となり、市内と周辺での新しい郊外地開発計画に裕福な住人が集まって来た。他所に通勤する者がおれば、退職者も居る。1990年代以降の新しい郊外地開発は、町に数千人の中上流階級の住人を連れてきた。その結果、以前は市内に住んでいた労働者階級の多くが、土地価格の上昇と変化する地区に合わせて居所を変えた。ハバディグレイスは近年、アメリカ合衆国国防総省の基地再編閉鎖計画の遂行に関連して成長した。国防総省はハバディグレイスから数マイルしか離れていないアバディーン性能試験場に、多くの基地から活動と人員を移してきた。

## 地理
ハバディグレイスは北緯39度32分54秒 西経76度5分51秒 / 北緯39.54833度 西経76.09750度 (39.548412, −76.097554)に位置している。サスケハナ川の河口にある。
アメリカ合衆国国勢調査局に拠れば、市域全面積は6.89平方マイル (17.85 km2)であり、このうち陸地5.50平方マイル (14.24 km2)、水域は1.39平方マイル (3.60 km2)で水域率は20.17%である。
ハバディグレイスはボルチモアの北東40マイル (64 km)、デラウェア州ウィルミントンから西にやはり40マイルにある。またピッツバーグ市からは南東に285マイル (456 km) である。
鉄道の幹線がハバディグレイスを通っている。アムトラックの繁華な北東回廊では1日80本以上の旅客列車が通り、サスケハナ川橋を通る高架線では時速90マイル/時 (144 km/h) でハバディグレイスを通過している。この複線の橋は1904年から1906年に、ペンシルバニア鉄道がそのニューヨーク市・ワシントンD.C.の線のために建設した。CSXトランスポーテーションのフィラデルフィア支線は、元々ボルチモア・アンド・オハイオ鉄道によって建設され、現在は大量の貨物を運んでいる。CSXの線は、アムトラックの橋から約1マイル (1.6 km) 上流に、1907年から1910年に建設されたCSXサスケハナ川橋を渡っている。

### 気候
ハバディグレイス地域の気候は暑く湿気た夏と温暖または冷涼な冬が特徴である、ケッペンの気候区分では温暖湿潤気候、記号は "Cfa" である。

## 人口動態

### 2010年国勢調査
以下は2010年国勢調査による人口統計データである。
| 基礎データ - 人口: 12,952 人 - 世帯数: 5,258 世帯 - 家族数: 3,333 家族 - 人口密度: 909.2人/km2（2,354.9人/mi2） - 住居数: 5,875 軒 - 住居密度: 412.4軒/km2（1,068.2軒/mi2） 人種別人口構成 - 白人: 75.7% - アフリカン・アメリカン: 16.8% - ネイティブ・アメリカン: 0.3% - アジア人: 2.4% - 太平洋諸島系: 0.1% - その他の人種: 1.1% - 混血: 3.7% - ヒスパニック・ラテン系: 4.7% | 年齢別人口構成 - 18歳未満: 21.9% - 18-24歳: 7.6% - 25-44歳: 25.1% - 45-64歳: 31.4% - 65歳以上: 13.9% - 年齢の中央値: 42歳 - 性比（女性100人あたり男性の人口） - 総人口: 93.8 世帯と家族（対世帯数） - 18歳未満の子供がいる: 30.3% - 結婚・同居している夫婦: 46.6% - 未婚・離婚・死別女性が世帯主: 12.7% - 非家族世帯: 36.6% - 単身世帯: 29.7% - 65歳以上の老人1人暮らし: 6.6% - 平均構成人数 - 世帯: 2.42人 - 家族: 3.02人 |

### 2000年国勢調査
以下は2000年国勢調査による人口統計データである。
| 基礎データ - 人口: 11,331 人 - 世帯数: 4,557 世帯 - 家族数: 2,870 家族 - 人口密度: 1,085.6人/km2（2,815.1 人/mi2） - 住居数: 4,904 軒 - 住居密度: 469.8軒/km2（1,218.4 軒/mi2） 人種別人口構成 - 白人: 79.24% - アフリカン・アメリカン: 16.15% - ネイティブ・アメリカン: 0.22% - アジア人: 1.29% - 太平洋諸島系: 0.11% - その他の人種: 0.80% - 混血: 2.18% - ヒスパニック・ラテン系: 2.13% 年齢別人口構成 - 18歳未満: 26.4% - 18-24歳: 6.5% - 25-44歳: 32.5% - 45-64歳: 21.5% - 65歳以上: 13.0% - 年齢の中央値: 36歳 - 性比（女性100人あたり男性の人口） - 総人口: 92.7 - 18歳以上: 89.6 | 世帯と家族（対世帯数） - 18歳未満の子供がいる: 31.8% - 結婚・同居している夫婦: 46.3% - 未婚・離婚・死別女性が世帯主: 12.5% - 非家族世帯: 37.0% - 単身世帯: 31.1% - 65歳以上の老人1人暮らし: 11.0% - 平均構成人数 - 世帯: 2.44人 - 家族: 3.07人 収入と家計 - 収入の中央値 - 世帯: 41,218米ドル - 家族: 53,838米ドル - 性別 - 男性: 37,985米ドル - 女性: 27,173米ドル - 人口1人あたり収入: 21,176米ドル - 貧困線以下 - 対人口: 14.4% - 対家族数: 7.5% - 18歳未満: 10.8% - 65歳以上: 9.8% |

## 見どころ
ハバディグレイスはチェサピーク湾の奥、サスケハナ川の河口にあり、レクリエーションと観光で人気のある場所になっている。海岸線にはマリーナがあり、サービス業者がいる。市のヨット係留所と公園では毎園様々な行事がある。コンコード・ポイント灯台からヨット係留所まで海岸に沿って修復されたプロムナードとボードウォークは、地元住民や観光客が湾の景観を楽しみながら歩く、お気に入りの場所となっている。
1987年、中心の事業地区がハバディグレイス歴史地区としてアメリカ合衆国国家歴史登録財に指定され、その建築と歴史的雰囲気が認められた。様々な博物館が市の方法は海洋に関する過去と現在を説明している。デコイ博物館、ハバディグレイス海洋博物館、コンコード・ポイント灯台、ロックハウス博物館、外輪蒸気船の「ランタン・クイーン」、カツオ漁船の「マーサ・ルイス」などが著名である。また水上飛行機の基地でもある。市内には公立学校5校があり、ハーフォード郡では最初に設立されたハーフォード記念病院もある。各学校に学校資源オフィサーと呼ぶ警察を取り入れたのも郡では初のものだった。
2010年夏 と2011年春、クルーズ船「アメリカン・スピリット」がハバディグレイスに寄港し、市の観光地としての魅力を宣伝した。

## 著名な出身者
- ウルトラ・ナテ（1968年11月2日 - ）、歌手、作詞家、音楽プロデューサー
- ビリー・リプケン（1964年12月16日 - ）、メジャーリーグベースボール選手、ボルチモア・オリオールズ他、カル・リプケンの弟
- カル・リプケン・ジュニア（1960年8月24日 - ）、メジャーリーグベースボール選手、ボルチモア・オリオールズ、アメリカ野球殿堂入り

## メディア
- 「ハバディグレイス・パッチ」[33]
- 「ザ・レコード」、セントジョン通り
- 「ジ・イージス」、ベルエア
- 「ザ・サン」、ボルチモア
- 「ボルチモア・イグザミナー」
- 「ダガー・プレス」[34]

## 大衆文化の中で
HBO制作のテレビドラマ『ボードウォーク・エンパイア 欲望の街』のシーズン4のエピソードはハバディグレイス市の名前を採り、一部の舞台になっている
ハバディグレイス市は、ネットフリックスが配信したドラマ『ハウス・オブ・カード 野望の階段』で、ケヴィン・スペイシーが演じた登場人物フランク・アンダーウッドの故郷の町サウスカロライナ州ガフニーの撮影場所になった。
2007年7月、映画『From Within』はハバディグレイスで撮影された。